# Orthevielle
Orthevielle, en occitan Òrta Vièla, là một xã, thuộc tỉnh Landes trong vùng Nouvelle-Aquitaine. Xã này có diện tích 13,94 km², dân số năm 2006 là 826 người. Xã này nằm ở khu vực có độ cao trung bình 6 mét trên mực nước biển.

## Biến động dân số
| Năm | 1962 | 1968 | 1975 | 1982 | 1990 | 1999 | 2006 |
| --- | ---- | ---- | ---- | ---- | ---- | ---- | ---- |
| Dân số | 588  | 629  | 643  | 705  | 741  | 719  | 825  |
| From the year 1962 on: No double counting—residents of multiple communes (e.g. students and military personnel) are counted only once. |      |      |      |      |      |      |      |